# كارمين سانتوس
كارمين سانتوس (بالبرتغالية: Cármen Santos‏) هي كاتبة سيناريو ومخرجة وممثلة برازيلية، ولدت في 8 يونيو 1904 في البرتغال، وتوفيت في 24 سبتمبر 1952 بريو دي جانيرو في البرازيل.

## وصلات خارجية
- كارمين سانتوس على موقع IMDb (الإنجليزية)
- كارمين سانتوس على موقع أول موفي (الإنجليزية)
- كارمين سانتوس على موقع قاعدة بيانات الفيلم (الإنجليزية)
- كارمين سانتوس على موقع كينوبويسك (الروسية)